# 米哈伊尔·米洛拉多维奇
米哈伊尔·安德烈耶維奇·米洛拉多维奇伯爵（俄语：Граф Михаи́л Андре́евич Милора́дович，1771年10月22日—1825年12月27日），是俄罗斯帝国时期的陆军将领和政治家。他于拿破仑战争期间曾在亚历山大·苏沃洛夫元帅麾下服役，因战功彪炳而被誉为俄罗斯军事史上的杰出将领之一。1825年 ，沙皇亚历山大一世驾崩。由于他无嗣，本应由其二弟康斯坦丁·巴甫洛维奇大公继承皇位。在1820年，康斯坦丁大公与一波兰贵妇成婚，他于1822年自愿放弃皇位，但从法理上而言，该婚姻并不影响他的继承权。他之所以不愿继承皇位是因为哥哥参与了谋杀父亲保罗的阴谋，不愿再登上那滴血的宝座。亚历山大一世于1823年写下密诏传位给三弟尼古拉一世，知情者极少。在互相推辞了16天后，皇位继承权落在了尼古拉一世的身上。12月26日，3,000官兵屯驻在枢密院广场，宣布支持康斯坦丁嗣位，开始了武装起义，十二月党人起义爆发，米洛拉多维奇作为圣彼得堡省总督负责平息事变，他在广场劝说叛军投降时被刺杀身亡。